# 和飞信
和飞信（前称：飞信），是中国移动曾经推出的即时通讯软件，当时面向个人用户以手机号码为基础提供通信和社交升级服务，面向企业提供办公及沟通解决方案帮助企业实现创新式团队管理，通过移动化办公解决方案、企业智能通信解决方案、企业知识管理解决方案、企业班组管理解决方案、移动会议管理解决方案等5大解决方案，提供企业、团队、群体个性化ICT门户，提高企业管理的效率。中国移动委托北京神州泰岳软件有限公司，并由该公司旗下全资子公司新媒传信负责飞信产品开发与技术支持、运营管理及维护等全方位运维支撑业务。

## 历史
2007年5月，中國移動正式推出飛信產品，2009年8月1日起，中国移动将对飞信会员收取每月5元人民幣的功能费，但普通飞信用户仍然免费。
2022年7月15日，中國移動和飛信發布公告稱，和飞信从該年9月30日起停止提供服务。

## 特性
飞信软件建立在.NET框架基础上，并能脱离系统的.NET框架独立运行，目前新媒传信已经完全放弃.NET技术架构，起技术架构已经开始使用开源的Java语言进行开发。
超级会议
基于企业通信录一键发起最高64路超级会议，免打扰电话会议。
群发信使
基于企业通讯录内部员工一键全选，支持全网覆盖短信群发。
企业通讯录
在线电话本提供企业成员架构，与其中成员发起消息及通话、交换名片等操作，新员工、离职员工联系方式一站式管理。
考勤打卡
提供移动签到功能，公司GPS范围内定位考勤打卡，外勤或出差考勤打卡等多种方式，替代原有的指纹打卡机，管理人员出勤动态。
多方电话
对方无需下载客户端，来电显示主叫真实号码；可支持9人同时在线畅聊，主叫可增加、移除、重呼成员，通话结束后一键建群，下次通话可直接在群内发起。
漏话拾遗
只要有WiFi，即使没有移动网络信号，用客户端也可接听电话，显示的是对方真实号码。

## 其他
| 平台                         | 名称       | 最新版本 | 发布日期       |
| ---------------------------- | ---------- | -------- | -------------- |
| Microsoft Windows            | 和飞信     |          |                |
| Microsoft Windows            | 迷你飞信   | 1.0      | 2010年11月25日 |
| Microsoft Windows            | 企业飞信   | 1.3      | 2011年1月20日  |
| Microsoft Windows            | 校园飞信   | 1.3      | 2011年1月20日  |
| Microsoft Windows            | Web飞信    |          |                |
| Microsoft Windows            | 彩云飞信   |          |                |
| Microsoft Windows            | 信我吧飞信 |          |                |
| Mac OS X                     | 和飞信     |          |                |
| Android                      | 和飞信     |          |                |
| iOS                          | 和飞信     |          |                |
| Windows Phone                | 和飞信     |          |                |
| Java                         | 手机飞信   | 3.4.5    | 2011年12月23日 |
| Symbian（Series 60）         | 手机飞信   | 3.3.1    | 2012年1月13日  |
| Windows Mobile               | 手机飞信   | 3.2.5    | 2012年2月9日   |
| 联发科技                     | 手机飞信   | 2.3.4    | 2011年11月30日 |
| Blackberry OS                | 手机飞信   | 3.1.0    | 2010年9月28日  |
| OPhone（Open Mobile System） | 手机飞信   | 2.2.0    | 2010年9月28日  |
|                              | 飞信短信版 |          |                |

pidgin飞信插件
Linux移植插件，修改飞信功能查看隐身。
OpenFetion
Linux飞信客户端，使用C/GTK+语言开发。
LibFetion
Linux、Mac OS X和Microsoft Windows飞信客户端，使用C/C++语言开发。
AnFetion
Android开源飞信客户端，使用Java语言开发。